# Ferrari FZ93
La Ferrari FZ93 (Formule Zagato 93) est une voiture sportive prototype concept car du constructeur automobile italien Ferrari et du designer italien Zagato, exposée au salon international de l'automobile de Genève de 1993.

## Historique
La Ferrari FZ93 est basée sur une carrosserie et moteur de Ferrari 512 TR et dessinée par le designer Ercole Spada de Zagato.

## Galerie

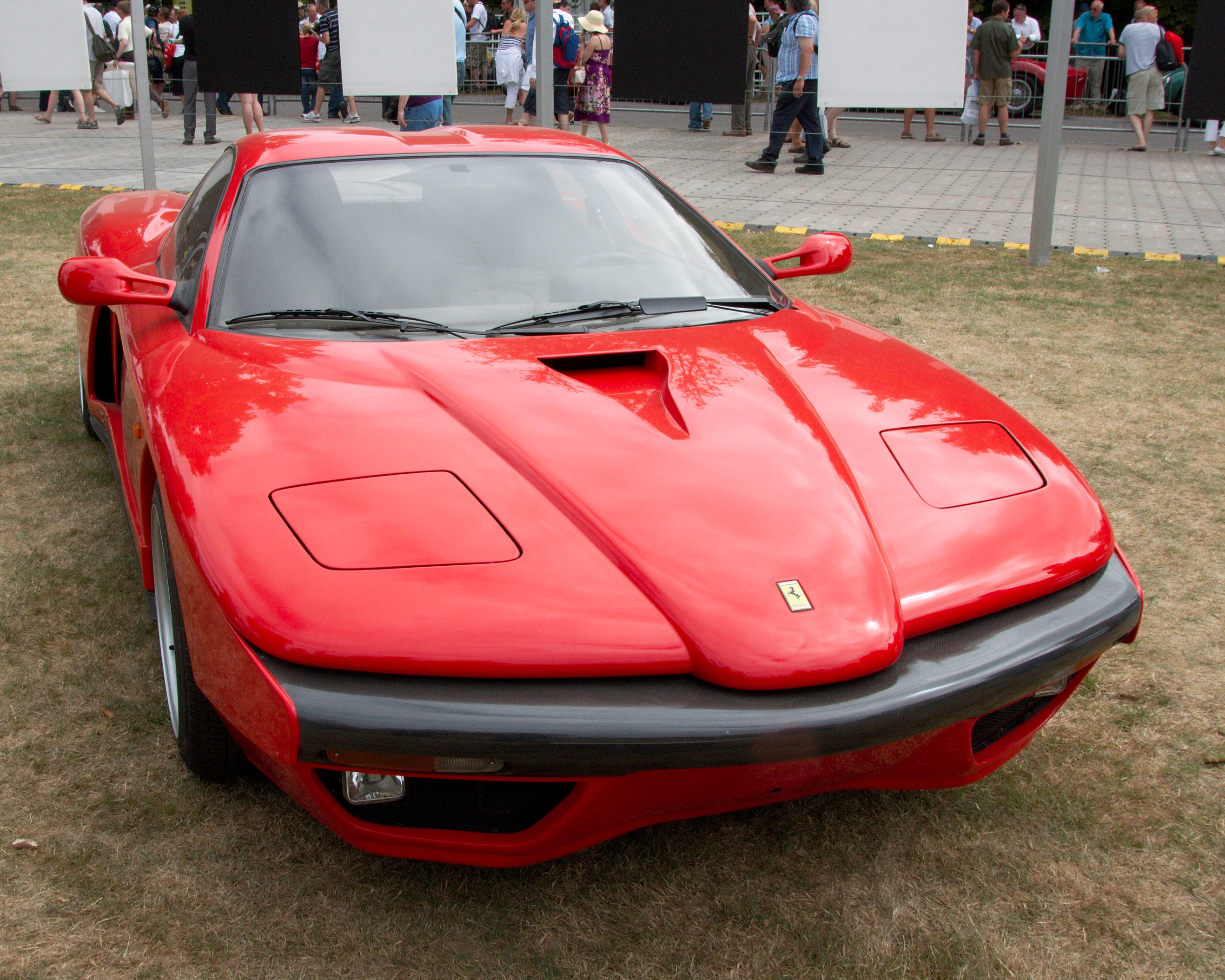
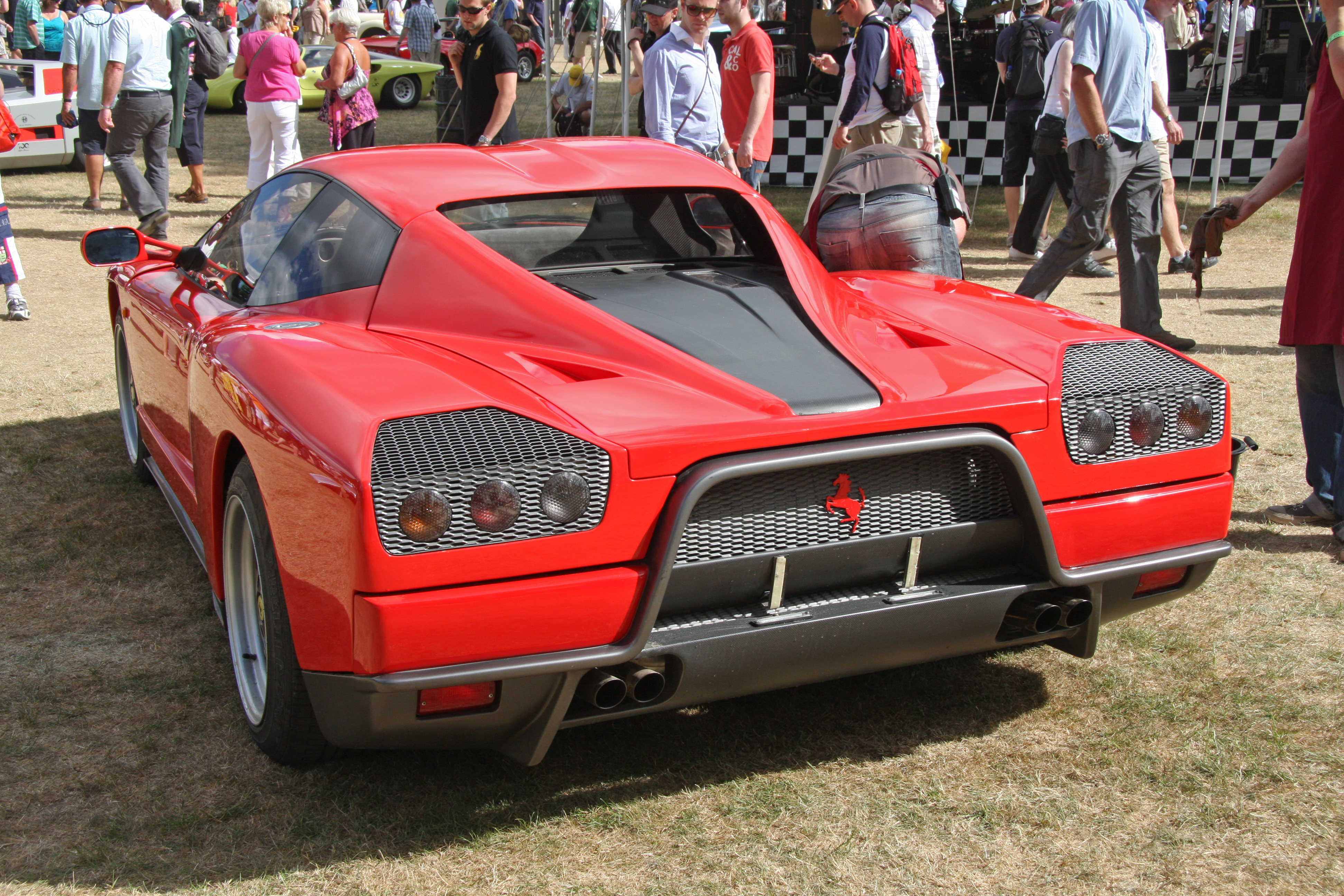